# Заречненский район
Заре́чненский район (укр. Зарічненський район; до 1946 года — Морочновский) — упразднённая административная единица на севере Ровненской области Украины. Административный центр — посёлок городского типа Заречное.

## История
Образован 17 января 1940 года в составе Ровенской области Украинской ССР, на территории бывших сельских гмин Морочно, Кухотская Воля, а также частично гмин Бродница и Хойно Сарненского повята Волынского воеводства (до советского вторжения в Польшу — Пинского повята Полесского воеводства). Центром района стало село Морочное. В 1946 году районный центр был перенесён в село Заречное, а район был переименован в Заречненский (Заречнянский). 21 января 1959 года к Заречненскому району была присоединена часть территории упразднённого Высоцкого района. В ходе хрущёвской административной реформы, в декабре 1962 года район был упразднён, его территория вошла в состав Дубровицкого района. Восстановлен в 1966 году из частей территории Владимирецкого и Дубровицкого районов.
17 июля 2020 года в результате административно-территориальной реформы был включён в состав Варашского района. На его территории были сформированы Заречненская и Локницкая территориальные общины.

## Демография
Население района составляло 34 911 человек (2019 г.), в том числе в городских условиях проживают 7 317 человек.

## Административное устройство
На момент упразднения район включал в себя:

Количество советов:
- поселковых — 1;
- сельских — 16.

Количество населённых пунктов:
- посёлков городского типа — 1;
- сёл — 50.